# Генади Луго
Генади Хуан-Алберт Луго е български футболист, защитник, от кубински произход. Роден на 6 май 1989 г. във Варна.
Баща му е кубинец, а майка му българка.

## Кариера
Луго започва да тренира футбол в школата на Спартак (Варна). Дебютира за първия отбор в А група на 27 май 2007 г., при загуба с 0:4 от Локомотив (Пловдив). През пролетта на 2008 г. играе в 4 срещи за Миньор (Раднево). След това се завръща в Спартак и се утвърждава в състава като титулярен десен бек.
От 2014 г. е футболист (по-късно и капитан) на Черноморец (Балчик), където играе основно като централен защитник, но при необходимост и като десен бек или опорен халф.

## Статистика по сезони
| Сезон    | Отбор        | Първенство | Мачове | Голове |
| -------- | ------------ | ---------- | ------ | ------ |
| 2006/07  | Спартак (Вн) | А група    | 1      | 0      |
| 2007/ес. | Спартак (Вн) | А група    | 0      | 0      |
| 2008/пр. | Миньор (Рд)  | Б група    | 4      | 0      |
| 2008/09  | Спартак (Вн) | А група    | 0      | 0      |
| 2009/10  | Спартак (Вн) | Б група    | 11     | 0      |
| 2010/11  | Спартак (Вн) | В група    | 27     | 3      |
| 2011/12  | Спартак (Вн) | Б група    | 0      | 0      |